# Brødrene Stefansen
Brødrene Stefansen (Anders Stefansen (født 1867 Fredericia) og Søren Stefansen (født 1877 Fredericia)) startede som omrejsende gøglere i 1898 og kom til Dyrehavsbakken i 1913. De kom med den nye tid og indførte bl.a. radiobiler.
I 1936 købte Hugo Stefansen ”Bakkens Hvile” fra Brødrene Stefansen, som blev moderniseret, og som siden har været i familiens eje.
Brødrene Stefansen havde også forretninger i Tivoli i København. I starten af 1930'erne begyndte Rødovre at få besøg af Familien Stephansen's omrejsende tivoli. Hver sommer slog de sig ned i området omkring Damhussøen og i 1936 blev tivoliet fastboende og er i dag kendt som Damhus Tivoli.